# Alida Hisku
Alida Hisku (* 20. Juni 1956 in Tirana) ist eine albanische Sängerin, die in Deutschland lebt.

## Leben
Als Tochter einer Opernsängerin namens Fiqreti begann sie schon mit jungen Jahren zu singen, wie auch ihre ältere Schwester und der jüngere Bruder. Als Kind gewann Alida Hisku mehrere Gesangswettbewerbe. Im Alter von 13 Jahren nahm sie das erste Mal am Festivali i Këngës teil, dem bedeutendsten Musikfestival des Landes. Sie belegte dabei den zweiten Platz, was sie im ganzen Land bekannt machte. 1974 und 1975 gewann Alida Hisku das Festivali i Këngës mit den Liedern Vajzat e fshatit tim und Buka e duarve tona. Insgesamt nahm sie am Festivali i Këngës zehn Mal teil und errang neben den beiden Siegen fünf Mal den zweiten Platz. Die Proben, Auftritte und Aufnahmen absolvierte sie begleitend zu ihrer Schulausbildung und ihrer Arbeit in einer Druckerei. Immer wieder konnte sie an Tourneen durch verschiedene europäische Länder teilnehmen.
1982 wurde Hisku von der Sigurimi verhaftet und in einem Schauprozess wegen „Agitation und Propaganda gegen die Regierung“ verurteilt, weil sie kritische Gedanken über die ärmlichen Zustände in Albanien in ihrem Tagebuch festgehalten hatte. In der Folge durfte sie nicht mehr arbeiten und nicht mehr auftreten. Sie ließ sich danach von ihrem Mann scheiden und konnte mit viel Schwierigkeiten das Sorgerecht für die beiden Söhne erlangen. 1990 flüchtete sie mit ihren beiden Kindern nach Deutschland, wo sie Asyl beantragte.
In Deutschland heiratete sie einen Optiker und gebar noch eine Tochter. 2005 trat sie nach 25 Jahren erstmals wieder in Albanien auf: In einer Show eines albanischen Fernsehsenders sang sie einige Lieder und wurde zur besten Sängerin der 1970er Jahre gewählt. Im darauffolgenden Jahr hat sie die CD Kthimi aufgenommen. Im Jahr 2009 veröffentlichte sie ihre Autobiografie unter dem Titel Die Hofnärrin des Diktators – Von der Propaganda missbraucht, vom Publikum geliebt, von den Mächtigen verboten.

## Werke
- Alida Hisku mit Annette Piechutta: Die Hofnärrin des Diktators. Parzellers, Fulda 2009, ISBN 978-3-7900-0414-4.